# Tipsligan 2013
Tipsligan 2013 vanns av HJK Helsingfors från Helsingfors med tolv poängs försprång till tvåan FC Honka. Segern var HJK:s femte i rad och 26:e genom tiderna. RoPS från Rovaniemi vann Ettan 2012 och återkom därmed till ligan laget föll ur 2011. Laget ersatte 2012 års jumbo FC Haka. Likt säsongerna 2011 och 2012 innehöll serien tolv lag, där alla lag mötte sina motståndare vid tre tillfällen.

## Spelplatser
Fotbollsföreningarnas hemmaplaner för säsongen 2012:
| Namn                             | Hemmalag         | Publikkapacitet |
| -------------------------------- | ---------------- | --------------- |
| Tölö fotbollsstadion Helsingfors | HJK              | 10 770          |
| Veritas Stadion Åbo              | TPS och FC Inter | 9 372           |
| Lahtis stadion                   | FC Lahtis        | 7 465           |
| Jakobstads centralplan           | FF Jaro          | 5 000           |
| Kuopio centralplan               | KuPS             | 4 700           |
| Sandvikens fotbollsstadion Vasa  | VPS              | 4 600           |
| Hagalunds idrottspark Esbo       | FC Honka         | 4 500           |
| Saviniemen jalkapallostadion     | MyPa             | 4 167           |
| Harju stadion Jyväskylä          | JJK              | 4 000           |
| Rovaniemen keskuskenttä          | RoPS             | 3 400           |
| Wiklöf Holding Arena Mariehamn   | IFK Mariehamn    | 1 635           |

## Tabell
| Nr | Lag                        | S  | V  | O  | F  | GM | IM | MS  | P  |
| -- | -------------------------- | -- | -- | -- | -- | -- | -- | --- | -- |
| 1  | HJK Helsingfors            | 33 | 22 | 7  | 4  | 78 | 25 | +53 | 73 |
| 2  | Honka                      | 33 | 18 | 7  | 8  | 51 | 37 | +14 | 61 |
| 3  | Vaasan Palloseura          | 33 | 14 | 9  | 10 | 41 | 39 | +2  | 51 |
| 4  | IFK Mariehamn              | 33 | 14 | 7  | 12 | 57 | 62 | −5  | 49 |
| 5  | Lahti                      | 33 | 15 | 3  | 15 | 47 | 49 | −2  | 48 |
| 6  | Myllykosken Pallo          | 33 | 14 | 5  | 14 | 42 | 37 | +5  | 47 |
| 7  | Kuopion Palloseura         | 33 | 11 | 8  | 14 | 43 | 42 | +1  | 41 |
| 8  | Turun Palloseura           | 33 | 10 | 11 | 12 | 42 | 46 | −4  | 41 |
| 9  | Inter Åbo                  | 33 | 9  | 13 | 11 | 31 | 38 | −7  | 40 |
| 10 | Jaro                       | 33 | 9  | 10 | 14 | 41 | 50 | −9  | 37 |
| 11 | Rovaniemen Palloseura      | 33 | 8  | 10 | 15 | 25 | 36 | −11 | 34 |
| 12 | Jyväskylän Jalkapalloklubi | 33 | 4  | 10 | 19 | 27 | 64 | −37 | 22 |

## Statistik

### Skytteliga
| Spelare            | Lag           | Mål |
| ------------------ | ------------- | --- |
| Tim Väyrynen       | FC Honka      | 17  |
| Rafael             | FC Lahti      | 16  |
| Mikael Forssell    | HJK           | 14  |
| Pekka Sihvola      | MyPa          | 12  |
| Ilja Venäläinen    | KuPS          | 12  |
| Demba Savage       | HJK           | 11  |
| Erfan Zeneli       | HJK           | 11  |
| Tomi Ameobi        | VPS           | 9   |
| Kris Bright        | IFK Mariehamn | 9   |
| Jonas Emet         | FF Jaro       | 9   |
| Irakli Sirbiladze  | FC Inter      | 9   |
| Sasha Anttilainen  | MyPa          | 8   |
| Dever Orgill       | IFK Mariehamn | 8   |
| Shahdon Winchester | FF Jaro       | 8   |

### Publikliga
| Klubb              | Matcher | Publik, total | Publiksnitt |
| ------------------ | ------- | ------------- | ----------- |
| HJK, Helsingfors   | 17      | 86 660        | 5 097       |
| VPS, Vasa          | 16      | 42 689        | 2 668       |
| JJK, Jyväskylä     | 16      | 42 072        | 2 629       |
| TPS, Åbo           | 17      | 43 394        | 2 552       |
| KuPS, Kuopio       | 16      | 38 141        | 2 383       |
| FC Lahti, Lahtis   | 17      | 37 693        | 2 217       |
| FC Honka, Esbo     | 16      | 32 654        | 2 040       |
| FF Jaro, Jakobstad | 16      | 27 895        | 1 743       |
| FC Inter, Åbo      | 17      | 28 748        | 1 691       |
| RoPS, Rovaniemi    | 16      | 26 458        | 1 653       |
| MyPa, Anjalankoski | 17      | 24 333        | 1 431       |
| IFK Mariehamn      | 17      | 22 096        | 1 299       |
| Totalt             | 198     | 452 833       | 2 287       |